# 旅詩
「旅詩」は、テレビ番組『走る男II』の挿入歌である。2010年2月21日だけ最終ラストランの時（太陽が丘）でのみ発売された。

## 家族構成
- 河島英五（父 - 俳優/シンガーソングライター）
- 河島翔馬（長男 - シンガーソングライター）
- 河島あみる（長女 - タレント）
- 河島亜奈睦（次女 - 歌手アナム&マキ（高校時代の同級生の本夛真季と結成したグループ））

## 収録曲
1. 旅詩
  - 作詞・作曲・編曲・歌：河島翔馬
  - 走る男挿入歌
2. どんまい　どんまい 
  - 作詞・作曲：河島翔馬、アレンジ：河島亜奈睦、歌：河島翔馬

走る男挿入歌 
1. - 走る男挿入歌
2. 旅詩（オリジナル・カラオケ）
3. どんまい　どんまい （オリジナル・カラオケ）

## CD情報
- 品番：
- 定価：1,200円（税抜価格1,143円）
- 発売元：
- 企画：
- 流通：